# Badra Ali Sangaré
Badra Ali Sangaré (Bingerville, 30 de maio de 1986) é um futebolista profissional marfinense que atua como goleiro.

## Carreira
Badra Ali Sangaré integrou a Seleção Marfinense de Futebol no Campeonato Africano das Nações de 2017.

## Títulos
Seleção Marfinense
- Campeonato Africano das Nações: 2023